# Herlin-le-Sec
Herlin-le-Sec är en kommun i departementet Pas-de-Calais i regionen Hauts-de-France i norra Frankrike. Kommunen ligger i kantonen Saint-Pol-sur-Ternoise som tillhör arrondissementet Arras. År 2022 hade Herlin-le-Sec 161 invånare.

## Befolkningsutveckling
Antalet invånare i kommunen Herlin-le-Sec
| Referens: INSEE |